# 割卵機
割卵機（かつらんき）とは人の手を介さずに自動で鶏卵の殻を割り卵黄、卵白と卵殻を分離する装置である。卵の殻に付着した雑菌が混入しないように様々な工夫がされている。卵割機（らんかつき）ともいう。
卵を割る機能に加えて前処理として殺菌洗浄機能、卵を割ると同時に卵黄、卵白を分離する機能などが組み込まれる場合がある。
ある割卵機は、毎分600個程度の鶏卵を処理できる。
主として業務用食材で利用される液卵の製造業者や大量の卵を消費する食品加工会社、菓子製造業、調理加工場などで利用される。主要メーカーはデンマークのサノボ社やチェコのシュコダ社などであるが、キユーピーでは自社開発した物が使用されている。またアメリカ合衆国などでは鶏卵を溶き卵にした状態で容器に詰めて販売しているため、溶き卵の生産メーカーなどで活用されている。